# Kolač
 Ovo je glavno značenje pojma Kolač. Za spomenik prirode kod Nerežišća na Braču pogledajte Stijena Kolač.
Kolač je vrsta najčešće slatkog prehrambenog proizvoda (definicija prema hrvatskom pravilniku iz  „Narodnih novina”). 

## Kolači
- Tiritli
- Dominostein